# Collin Malcolm
Collin Anthony Malcolm (Ashland, 2 luglio 1997) è un cestista statunitense.

## Palmarès
- Campionato cipriota: 1

Keravnos: 2021-2022
- Campionato francese: 1

Paris: 2024-2025
- Coppa di Cipro: 1

Keravnos: 2021-2022
- Coppa di Francia: 1

Paris: 2024-2025
- Leaders Cup: 1

Paris: 2024
- Basketball Champions League: 1

Bonn: 2022-2023
- Eurocup: 1

Paris: 2023-2024